# Veilsdorf
Veilsdorf é um município da Alemanha localizado no distrito de Hildburghausen, estado da Turíngia.